# Agenda Oculta
"Agenda Oculta" es el segundo y último disco del grupo Riot Propaganda, cuenta con 8 canciones.

## Lista de canciones
| Agenda Oculta |                                                 |          |  |
| N.º           | Título                                          | Duración |  |
| 1.            | «Intro (Hasta morir si es preciso)»             | 2:18     |  |
| 2.            | «Plata o plomo»                                 | 3:44     |  |
| 3.            | «Cambiarlo todo»                                | 4:23     |  |
| 4.            | «Agenda oculta»                                 | 4:27     |  |
| 5.            | «La huelga»                                     | 4:50     |  |
| 6.            | «Le llaman paz…»                                | 4:57     |  |
| 7.            | «Danzad malditos (MCA Tribute) (con Día Sexto)» | 5:16     |  |
| 8.            | «Bienvenido al paraíso»                         | 4:23     |  |

- Datos: Q28937552